# 彭家寨古建筑群
彭家寨古建筑群位于中国湖北省恩施土家族苗族自治州宣恩县沙道沟镇两河口村，是全国重点文物保护单位。
彭家寨地处武陵山区，是一个土家族村落，依山临水而建。历史建筑总面积约8000平方米，有吊脚楼22栋及风雨桥一座，房屋主要包括彭继文老屋，彭武元老屋，彭武阶老屋，彭继元、杨祖祥老屋，彭继检老屋，彭南祥老屋，彭继权老屋，周品老屋，彭继亮老屋，彭文勇老屋，彭继双老屋，彭继树老屋，彭启孟老屋，彭继山老屋，彭继松老屋，彭继艮老屋，彭继书老屋，彭继富老屋，彭继贵、彭继青老屋，彭武生老屋，彭武顺老屋，彭义老屋。

## 文物保护情况
2008年3月27日，以“彭家寨”的名义被湖北省人民政府列为第五批湖北省文物保护单位；2013年3月5日，以“彭家寨古建筑群”的名义被中华人民共和国国务院列为第七批全国重点文物保护单位。
其作为文物的保护范围为：彭家寨古建筑群及周围一定范围。四至：东面至彭武顺、彭南祥老屋外400米处，西面至彭继成、李文超老屋外400米处，南面至铁索桥桥头外400米处，北面至彭继亮、彭继树老屋外300米处。
其作为文物的建设控制地带为：以保护范围四至为界向外延伸。东面至保护范围外200米，西面至保护范围外200米，南面至河对岸乡村公路以内200米，北面至后山竹林以外400米处。